# Егоров, Алексей Константинович
Алексе́й Константи́нович Его́ров (22 октября 1976, Саратов) — российский хоккеист, вратарь.

## Биография
Воспитанник саратовского хоккея. Начал карьеру в 1995 году в составе родного саратовского «Кристалла». В дебютном сезоне провёл 15 матчей с коэффициентом надёжности 3,53. Сезон 1997/98 провёл в «Кристалле» Электросталь, а также фарм-клубе московского «Динамо». В составе столичного клуба выступал до 2001 года, за исключением 4 матчей в составе «ТХК Тверь» в конце 2000 года и сезона 2000/01, когда он был игроком подмосковного «Витязя». За это время стал чемпионом страны и выиграл серебро российского первенства, сыграв в общей сложности 40 матчей в составе москвичей.
В 2001 году перешёл в ЦСКА, в составе которого за оставшуюся часть сезона 2001/02 провёл 19 матчей с коэффициентом 3,51. С 2002 по 2006 год сменил 4 команды. Ими стали «Крылья Советов», СКА, а также воскресенский и мытищинский «Химики». В среднем за сезон Егоров проводил на площадке около 20 матчей, однако закрепиться ни в одном из клубов ему так и не удалось. После успешного сезона 2006/07, который он вновь провёл в Воскресенске, Егоров принял решение вернуться в «Витязь», однако уже в следующем году перешёл обратно в «Химик», в составе которого и дебютировал в Континентальной хоккейной лиге.
6 июля 2009 года подписал однолетний контракт с мытищинским «Атлантом», однако уже 29 января 2010 года Егоров, проведя лишь 9 матчей в Мытищах, в третий раз в своей карьере стал игроком «Витязя». После сезона 2010/11, в котором Егоров был дублёром Кевина Лаланда и провёл 17 матчей с коэффициентом надёжности 3,77, генеральный менеджер чеховцев Алексей Жамнов сообщил о том, что в связи с покупкой Мэтта Далтона и Данилы Алистратова соглашение с Егоровым продлено не будет.

### Карьера в сборной
В составе сборной России Алексей Егоров принимал участие в молодёжном чемпионате мира 1996 года, на котором он вместе с командой стал бронзовым призёром, в 7 матчах пропустив 17 шайб. На взрослом уровне играл в этапах Еврохоккейтура в сезонах 1996/97 и 2004/05. Всего у Егорова 4 игры в составе сборной, в которых он пропустил 10 шайб.

## Достижения
- Бронзовый призёр молодёжного чемпионата мира 1996.
- Серебряный призёр чемпионата России 1999.
- Серебряный призёр Евролиги 1999.
- Чемпион России 2000.

## Статистика выступлений
Последнее обновление: 24 января 2010 года
|                 |                 |                 | Регулярный сезон | Регулярный сезон | Регулярный сезон | Регулярный сезон | Регулярный сезон | Плей-офф | Плей-офф | Плей-офф | Плей-офф | Плей-офф |
| Сезон           | Команда         | Лига            | Игр              | М                | ПШ               | «0»              | КН               | Игр      | М        | ПШ       | «0»      | КН       |
| --------------- | --------------- | --------------- | ---------------- | ---------------- | ---------------- | ---------------- | ---------------- | -------- | -------- | -------- | -------- | -------- |
| 1995/96         | Кристалл Св     | МХЛ             | 15               | 900              | 53               |                  | 3.53             | —        | —        | —        | —        | —        |
| 1996/97         | Кристалл Св     | Суперлига       | 27               | 1620             | 101              |                  | 3.74             | 4        | 240      | 11       |          | 2.75     |
| 1997/98         | Динамо Мск-2    | Высшая лига     | —                | —                | —                | —                | —                | 6        | 360      | 15       |          | 2.501    |
| 1997/98         | Кристалл Эл     | Суперлига       | —                | —                | —                | —                | —                | 5        | 268      | 17       | 0        | 3.801    |
| 1998/99         | Динамо Мск-2    | Высшая лига     | 4                | 240              | 13               |                  | 3.25             | —        | —        | —        | —        | —        |
| 1998/99         | Динамо Мск      | Суперлига       | 11               | 551              | 11               | 2                | 1.20             | 3        | 44       | 0        | 0        | 0        |
| 1998/99         | Динамо Мск      | Евролига        | 2                | 120              | 5                |                  | 2.50             | —        | —        | —        | —        | —        |
| 1999/00         | ТХК Тверь       | Высшая лига     | 4                | 245              | 17               | 0                | 4.16             | —        | —        | —        | —        | —        |
| 1999/00         | Динамо Мск      | Суперлига       | 13               | 738              | 26               | 1                | 2.11             | —        | —        | —        | —        | —        |
| 2000/01         | Динамо Мск      | Суперлига       | 7                | 359              | 14               | 0                | 2.33             | —        | —        | —        | —        | —        |
| 2000/01         | Витязь          | Суперлига       | 15               | 878              | 36               | 3                | 2.46             | —        | —        | —        | —        | —        |
| 2001/02         | Динамо Мск      | Суперлига       | 4                | 201              | 4                | 0                | 1.19             | —        | —        | —        | —        | —        |
| 2001/02         | ЦСКА            | Суперлига       | 19               | 1094             | 64               | 1                | 3.51             | —        | —        | —        | —        | —        |
| 2002/03         | Крылья Советов  | Суперлига       | 32               | 1884             | 84               | 1                | 2.67             | —        | —        | —        | —        | —        |
| 2003/04         | СКА             | Суперлига       | 17               | 656              | 27               | 0                | 2.47             | —        | —        | —        | —        | —        |
| 2004/05         | Химик Вк        | Суперлига       | 22               | 1192             | 50               | 1                | 2.52             | —        | —        | —        | —        | —        |
| 2005/06         | Химик (МО)      | Суперлига       | 13               | 693              | 32               | 1                | 2.77             | —        | —        | —        | —        | —        |
| 2006/07         | Химик Вк        | Высшая лига     | 27               | 1492             | 52               | 1                | 2.09             | 14       | 848      | 28       | 1        | 1.98     |
| 2007/08         | Витязь          | Суперлига       | 17               | 774              | 42               | 0                | 3.25             | —        | —        | —        | —        | —        |
| 2008/09         | Химик Вк        | КХЛ             | 26               | 1460             | 75               | 1                | 3.08             | —        | —        | —        | —        | —        |
| 2009/10         | Атлант          | КХЛ             | 9                | 289              | 16               | 0                | 3.32             | —        | —        | —        | —        | —        |
| 2009/10         | Витязь          | КХЛ             | 4                | 220              | 8                | 0                | 2.18             | —        | —        | —        | —        | —        |
| 2010/11         | Витязь          | КХЛ             | 17               | 764              | 48               | 0                | 3.77             | —        | —        | —        | —        | —        |
| Всего в КХЛ     | Всего в КХЛ     | Всего в КХЛ     | 56               | 2733             | 147              | 1                | 3.23             | —        | —        | —        | —        | —        |
| Всего в карьере | Всего в карьере | Всего в карьере | 316              | 16998            | 810              | 12               | 2.86             | 21       | 1132     | 39       | 1        | 2.07     |

1 — Переходный турнир.

### Международная
| Турнир   | Место | Игр | М   | ПШ | «0» | КН   |
| -------- | ----- | --- | --- | -- | --- | ---- |
| МЧМ-1996 |       | 7   | 359 | 17 | 0   | 2.84 |